# Tiro ai Giochi della VIII Olimpiade - Pistola libera individuale
La competizione della pistola libera individuale  di tiro a segno ai Giochi della VIII Olimpiade si tenne il 28 giugno 1924 al Camp de Châlons presso Mourmelon-le-Grand, Châlons-en-Champagne

## Risultati
Distanza 25 metri. 18 colpi divisi in 3 serie da 6 colpi ciascuna. I bersagli appaiano per 10 secondi.
I risultati degli spareggi sono sconosciuti
| Pos.    | Atleta                     | Nazione        | Punti |
| ------- | -------------------------- | -------------- | ----- |
| Oro     | Henry Bailey               | Stati Uniti    | 18    |
| Argento | Vilhelm Carlberg           | Svezia         | 18    |
| Bronzo  | Lennart Hannelius          | Finlandia      | 18    |
| 4       | Lorenzo Amaya              | Argentina      | 18    |
| 5       | Matías Osinalde            | Argentina      | 18    |
| 6       | André de Castelbajac       | Francia        | 18    |
| 7       | Unio Sarlin                | Finlandia      | 18    |
| 7       | Einar Liberg               | Norvegia       | 18    |
| 9       | André de Schonen           | Francia        | 17    |
| 9       | Bernard Betke              | Stati Uniti    | 17    |
| 9       | William Frazer             | Stati Uniti    | 17    |
| 9       | William Whaling            | Stati Uniti    | 17    |
| 9       | Charles Bounton            | Gran Bretagna  | 17    |
| 9       | Marian Borzemski           | Polonia        | 17    |
| 9       | Eric Carlberg              | Svezia         | 17    |
| 9       | António da Silva           | Portogallo     | 17    |
| 9       | Francisco Mendonça         | Portogallo     | 17    |
| 9       | Manuel Solis               | Messico        | 17    |
| 9       | Krikor Agathon             | Egitto         | 17    |
| 9       | Johannes Theslöf           | Finlandia      | 17    |
| 21      | Charles Riotteau           | Francia        | 16    |
| 21      | Charles Mackie             | Gran Bretagna  | 16    |
| 21      | Jalo Urho Autonen          | Finlandia      | 16    |
| 21      | Víctor Bigand              | Argentina      | 16    |
| 21      | François Marits            | Paesi Bassi    | 16    |
| 21      | Georges de Crequi-Montfort | Francia        | 16    |
| 21      | Staniłsaw Kowalczewski     | Polonia        | 16    |
| 21      | Walerian Maryański         | Polonia        | 16    |
| 21      | Alexandros Theofilakīs     | Grecia         | 16    |
| 30      | Sten Forselius             | Svezia         | 15    |
| 30      | Rezső Velez                | Ungheria       | 15    |
| 30      | António Duarte             | Portogallo     | 15    |
| 30      | Tirso Hernández            | Messico        | 15    |
| 30      | Dingenis de Wilde          | Paesi Bassi    | 15    |
| 30      | Sikke Bruinsma             | Paesi Bassi    | 15    |
| 30      | Carlos Balestrini          | Argentina      | 15    |
| 37      | Emilio Piersantelli        | Italia         | 14    |
| 37      | Georgios Moraitinis        | Grecia         | 14    |
| 37      | Emil Werner                | Cecoslovacchia | 14    |
| 40      | Peter Griffiths            | Gran Bretagna  | 13    |
| 40      | Victor Robert              | Belgio         | 13    |
| 40      | François Lafortune         | Belgio         | 13    |
| 40      | Iōannīs Theofilakīs        | Grecia         | 13    |
| 40      | António Ferreira           | Portogallo     | 13    |
| 40      | Jan van Balkum             | Paesi Bassi    | 13    |
| 40      | Josef Pavlík               | Cecoslovacchia | 13    |
| 47      | Elemér Takács              | Ungheria       | 12    |
| 47      | Bolesław Gościewicz        | Polonia        | 12    |
| 47      | Jaroslav Mach              | Cecoslovacchia | 12    |
| 50      | Jacques Thuriaux           | Belgio         | 11    |
| 51      | Giovanni Scarella          | Italia         | 8     |
| 51      | Paul Van Asbroeck          | Belgio         | 8     |
| 53      | Sándor Prokopp             | Ungheria       | 7     |
| 53      | Georgios Vafeiadis         | Grecia         | 7     |
| 53      | Josef Kruz                 | Cecoslovacchia | 7     |